# A Thousand Miles from Nowhere

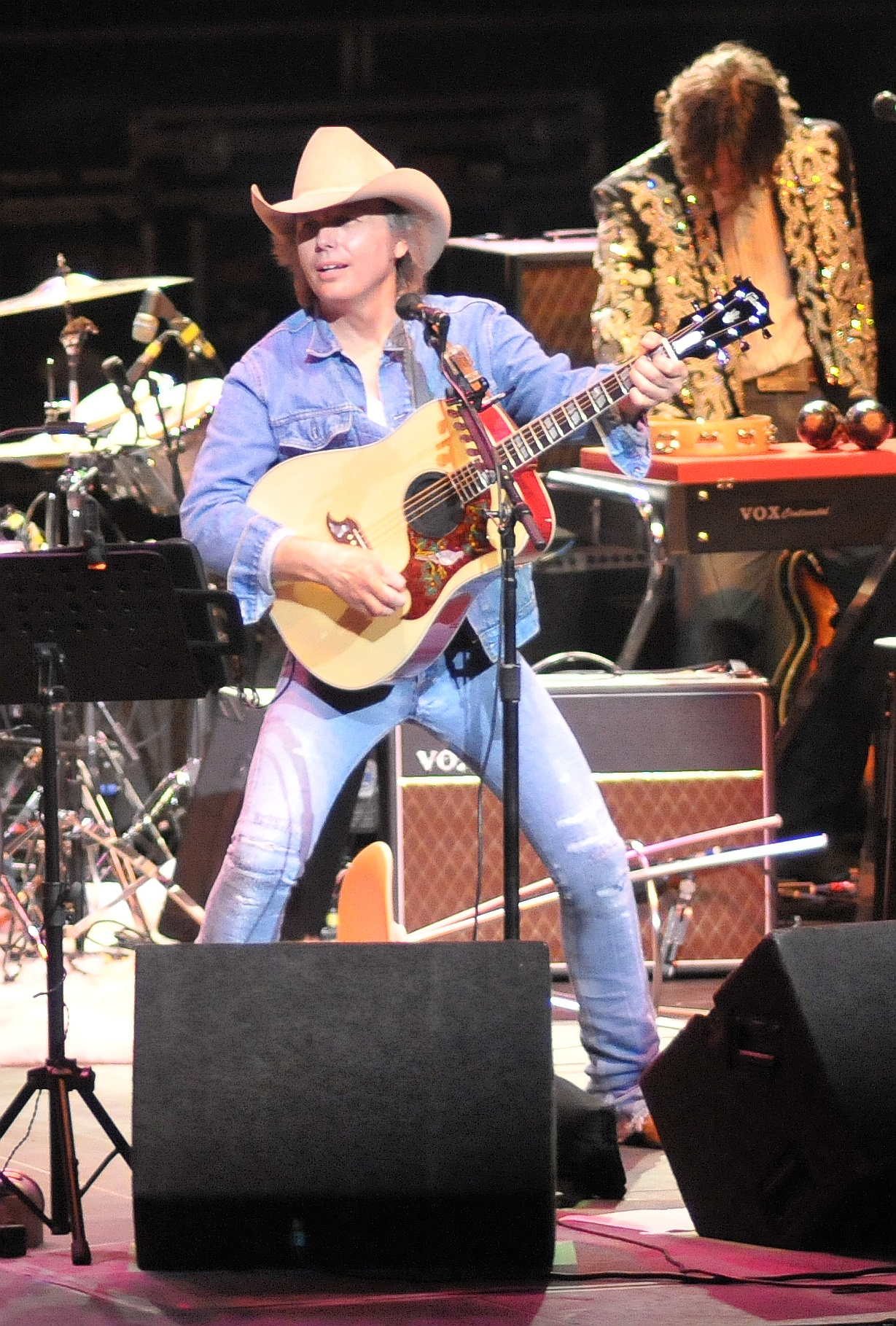
Dwight Yoakam en 2008.

 (mars 2023).
Si vous disposez d'ouvrages ou d'articles de référence ou si vous connaissez des sites web de qualité traitant du thème abordé ici, merci de compléter l'article en donnant les références utiles à sa vérifiabilité et en les liant à la section « Notes et références ».
A Thousand Miles from Nowhere est une chanson composée par Dwight Yoakam, chanteur de country américain, parue dans l'album This Time en 1993.